# Ethelred II. Nespremni
Ethelred II. Nespremni (staroeng. Æþelræd Unræd, eng. Æthelred the Unready), engleski kralj, rođen 968., a umro 23. travnja 1016. godine.
Krunu je 978. naslijedio od polubrata Edvarda II. Mučenika nakon njegove nasilne smrti. 
Bio je jednim od engleskih kraljeva koji se krunio na krunidbenom kamenu iz Kingstona.
Razdoblje njegove vladavine obilježeno je najjačim napadima Vikinga još od doba Alfreda Velikog. Vikinška flota predvođena Norvežaninom Olafom Trygvasonom (Olafom I.) pustošila je Englesku pa je Ethelred bio prisiljen sklopiti s Olafom nagodbu prema kojoj je plaćao danak Vikinzima tzv. Danegeld. Prema Anglosaskom ljetopisu isplaćeno je barem 240.000 funti.
13. studenog 1002. godine, na dan svetog Brcka, Ethelred je zapovijedio krvavi pogrom svih Danaca koji su tada živjeli u Engleskoj što je izazvalo reakciju danskog kralja Svena koji je pokrenuo seriju napada na Englesku. Ethelred je u jeku napada Danaca godine 1013. izbjegao u Normandiju kod Richarda II. vojvode od Normandije. Richard je bio brat Ethelredove žene Eme Normanske. Danci su u svojim napadima godine 1014. i uspjeli, ali ubrzo je danski kralj Sven preminuo, što je Ethelreda ponukalo da se godine 1014. vrati u Englesku. Umro je godine 1016. u Londonu, a naslijedio ga je sin Edmund.